# Апитерапия
Апитерапията е клон на алтернативната медицина, използващ пчелни продукти.
Според изследователи и практиканти методът има голяма терапевтична стойност. Такива продукти са: мед, цветен прашец, пчелно млечице, прополис, восък, пчелна отрова.
Привържениците му сочат широк кръг здравни ползи на метода, за които няма медицински доказателства.
30 март (рождената дата на д-р Търч) е Международен ден на апитерапията.